# Yachay EP
La Empresa Pública Yachay EP,  es una empresa pública ecuatoriana creada el 13 de marzo de 2013 por medio de Decreto Ejecutivo 1457. Es la institución legal encargada de la administración del proyecto Ciudad del Conocimiento Yachay. 
Dentro de sus funciones tiene la responsabilidad de generar instrumentos de apoyo a emprendedores, innovadores y científicos a través de pre incubadoras de empresas, hábitat tecnológicos (parque tecnológico), centro de transferencia de tecnología, centro de prototipos industriales (capital de riesgo) y diversidad de áreas de negocios.

## Cierre y liquidación
Tras discrepancias administrativas entre diferentes proyectos que conformaban la Ciudad del Conocimiento, la empresa pública Yachay sería renombrada a Siembra EP. 
Actualmente, el proyecto de Ciudad se encuentra en proceso de liquidación, como lo describe el decreto ejecutivo 639 en el año 2023. Como segunda fase, la empresa pública Yachay EP/Siembra EP será disuelta y sus bienes transferidos a la Senecyt. La universidad homónima, Universidad Yachay Tech, no es incluida en el decreto de disolución y continua funcionando con normalidad.